# الحصير (الملاجم)

تعديل مصدري - تعديل

الحصير هي إحدى قرى عزلة ال منصور الملاجم بمديرية الملاجم التابعة لمحافظة البيضاء، بلغ تعداد سكانها 518 نسمة حسب تعداد اليمن لعام 2004.